# Lluís I de Montpensier

Escut d'armes abans de 1428

Escut d'armes després de 1428 amb l'adquisició del delfinat d'Alvèrnia

Lluís I dit el bo, també Lluís I de Borbó, Lluís I de Montpensier o Lluís I de Borbó-Montpensier (mort cap a 1486), fou comte de Montpensier, senyor de Mercoeur i de Combrailles, i després (1436) delfí d'Alvèrnia, comte de Clarmont i de Sancerre.
Era el segon fill de Joan I, duc de bourbon i de Maria de Berry, duquessa d'Alvèrnia i comtessa de Montpensier. Lluís va participar poc en els conflictes del seu temps, i només va combatre el 1430, contra els anglesos prop de Beauvais. Va viure generalment en els seus dominis. L'herencia del comtat de Montpensier i les senyories de Mercoeur i Combrailles corresponia al seu germà gran, Carles I de Borbó, que els va cedir el 1434 a la mort del pare.
Lluís es va casar el 1428 amb Joana delfina d'Alvèrnia, comtessa de Clarmont i comtessa de Sancerre (nascuda 1412, delfina 1426, morta 1436), filla de Berald III, delfí d'Alvèrnia, que li van transmetre aquest títol, i de Joana de la Tour d'Auvergne. Joana va morir sense deixar fills (26 de maig de 1436) però Lluís va conservar els dominis de la seva esposa que els havia deixat en testament fet sis dies abans. El 1451 el comtat de Sancerre fou reconegut a Joan V de Bueil, fill de Margarida, germana de Joana, delfina d'Alvèrnia a qui en dret corresponia.
El 1483 va assistir a la coronació del rei Carles VIII i el rei li va encarregar una missió diplomàtica amb uns llegats del papa. El 1484 va encapçalar l'ambaixada del rei Carles al papa Sixt IV però va arribar després de la mort del papa (13 d'agost) i ja fou rebut per Innocenci VIII, el nou papa.
Lluís I es va casar de nou en segones núpcies el 15 o el 16 de febrer de 1443 amb Gabriela de la Tour (+1486), cosina germana de la precedent, filla de Bertran VI de la Tour, comte d'Alvèrnia i de Boulogne, i de Jaumeta del Peschin, i va tenir com a fills:
- Gilbert (1443 † 1496), comte de Montpensier, senyor de Mercoeur i de Combrailles, delfí d'Alvèrnia, comte de Clarmont i virrei de Nàpols
- Joan (1445 - † 1485)
- Gabriela (1447 - † 1516), casada el 1485 amb Lluís II de la Trémoille, vescomte de Thouars, príncep de Talmont († 1525)
- Carlota (1449 - † 1478), casada el 1468 amb Wolfart van Borsselen, comte de Grandpré († 1487)

Lluís I va morir el maig de 1486. El seu fill Gilbert († 1496), comte de Montpensier i senyor de Mercoeur, fou el pare de Carles III de Borbó anomenat el "Conestable de Borbó" (+ 1527).